# Beneš ze Cvilína
Beneš ze Cvilína (Beneš z Lobensteina) pocházel z významného rodu Benešoviců. Ti se ve 13. století rozdělili na pány z Bechyně, z Benešova, z Kravař, z Dubé, a z Dědic.

## Životopis
Benešovým otcem byl Vok z Benešova (1219–1222). Beneš měl pravděpodobně 7 bratrů. Prvním byl známý šlechtic Milota z Dědic, neméně známý byl Tobiáš z Bechyně (z Benešova), pozdější pražský biskup. Dalšími bratry byli Robert, Ondřej z Tvorkova, Vok z Kravař a Benešova, Zbyslav (zakladatel větve ze Štráleka) a Jan (zakladatel větve z Bučovic). V letech 1252 až 1253 byl podkomořím Českého království. V roce 1253 založil město Benešov, dnešní Horní Benešov, které spadalo pod Krnovské knížectví.
Beneš ze Cvilína se účastnil bojů na straně českého krále Přemysla Otakara II. V roce 1260 bránil se svým bratrem Ondřejem Opavsko proti uherskému králi Bélovi IV. o Štýrsko. Na straně českého krále bojovala česká a štýrská šlechta, oddíly bratří ze Sponheimu, oddíly slezských knížat, braniborské oddíly i koaliční jednotlivci. Za své věrné služby dostal od krále hrad Cvilín (Lobenstein). V roce 1265 byl však obviněn ze zrady a společně se svým bratrem Milotou z Dědic a rakouským šlechticem Otou z Meissova zatčen. Všichni byli uvězněni na hradě Veveří. Zatímco Milota byl uznán nevinným a propuštěn, Beneš s Otou byli popraveni.
Prameny uvádějí, že Beneš měl dva syny – Beneše z Branic, který zdědil rodové panství, a Voka.